# Monroeville (Ohio)
Monroeville és una població dels Estats Units a l'estat d'Ohio. Segons el cens del 2000 tenia 1.433 habitants.

## Demografia
Segons el cens del 2000, Monroeville tenia 1.433 habitants, 523 habitatges, i 384 famílies. La densitat de població era de 386,9 habitants/km².
Dels 523 habitatges en un 43,2% hi vivien nens de menys de 18 anys, en un 57,9% hi vivien parelles casades, en un 13,2% dones solteres, i en un 26,4% no eren unitats familiars. En el 23,3% dels habitatges hi vivien persones soles el 10,1% de les quals corresponia a persones de 65 anys o més que vivien soles. El nombre mitjà de persones vivint en cada habitatge era de 2,73 i el nombre mitjà de persones que vivien en cada família era de 3,23.
Per edats la població es repartia de la següent manera: un 31,1% tenia menys de 18 anys, un 8,6% entre 18 i 24, un 31,1% entre 25 i 44, un 19,1% de 45 a 60 i un 10,2% 65 anys o més.
L'edat mediana era de 31 anys. Per cada 100 dones de 18 o més anys hi havia 92 homes.
La renda mediana per habitatge era de 43.558 $ i la renda mediana per família de 49.669 $. Els homes tenien una renda mediana de 32.708 $ mentre que les dones 21.042 $. La renda per capita de la població era de 17.651 $. Aproximadament el 4,2% de les famílies i el 3,8% de la població estaven per davall del llindar de pobresa.

## Poblacions més properes
El següent diagrama mostra les poblacions més properes.